# 云南沙参
云南沙参（学名：Adenophora khasiana）是桔梗科沙参属的植物。分布在印度以及中国大陆的四川、云南、西藏等地，生长于海拔1,000米至2,800米的地区，多生于杂木林、灌丛及草丛中，目前尚未由人工引种栽培。

## 别名
泡参、玫花沙参、重齿沙参、变白沙参、两型沙参、丽江沙参、雪花沙参

## 异名
- Adenophora bulleyana Diels
- Adenophora bulleyana Diels var. alba C. Y. Wu